# Secernosaurus
Secernosaurus („odtržený ještěr“, protože byl v době objevu jediným hadrosauridem, známým z jižní polokoule) byl rod kachnozobého dinosaura, který žil zhruba před 85 až 66 miliony let (věk santon až maastricht, období pozdní křídy) na území dnešní Jižní Ameriky (Argentina, provincie Chubut a Río Negro, například souvrství Lago Colhué Huapí).

## Historie

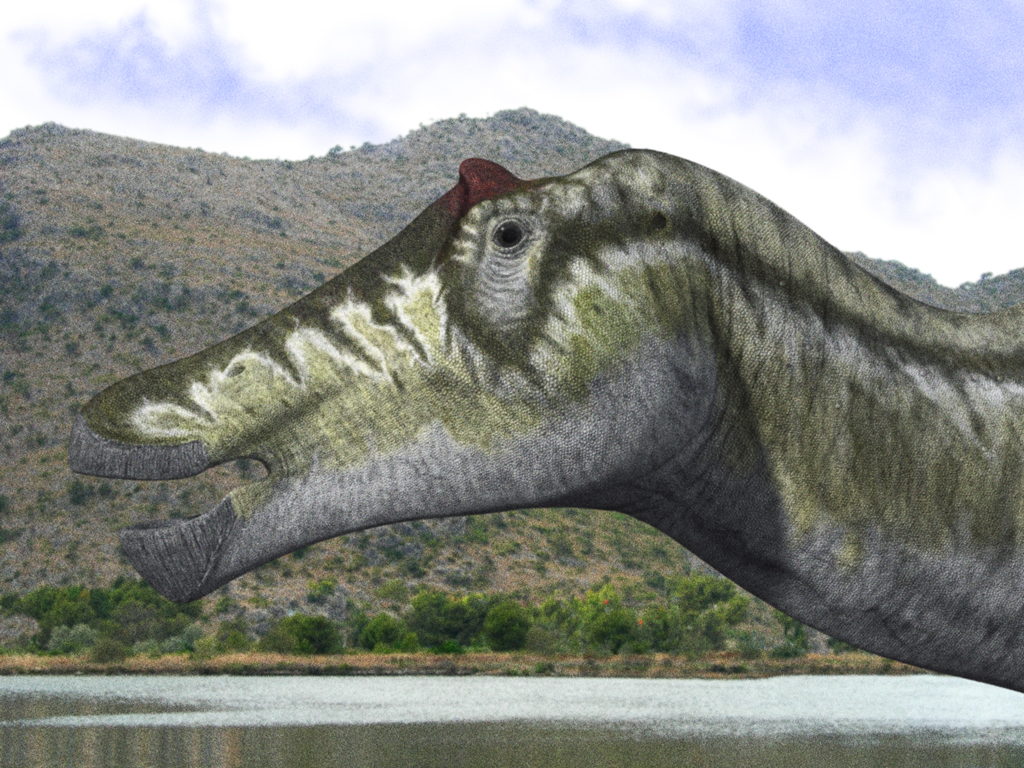
Přibližné vzezření hlavy příbuzného druhu Bonapartesaurus rionegrensis. Secernosaurus pravděpodobně vypadal velmi podobně.

Fosilie tohoto ornitopodního dinosaura byly objeveny v sedimentech souvrství Lago Colhué Huapi a Los Alamitos. Typový druh Secernosaurus koerneri byl formálně popsán americkým paleontologem Michaelem Brett-Surmanem v roce 1979. V roce 1984 byl argentinským paleontologem Josém F. Bonapartem popsán domnělý nový druh hadrosaurida pod jménem Kritosaurus australis (nyní Huallasaurus australis). Tento taxon je však pravděpodobně synonymní s dříve popsaným druhem S. koerneri.
Secernosaurus byl po dlouhou dobu jediným kachnozobým dinosaurem (hadrosauridem), známým z jižních kontinentů (pevnin Gondwany). Platilo to až do roku 2010, kdy byl opět z Argentiny formálně popsán druh Willinakaqe salitralensis. V roce 2017 byl pak popsán další "jižní" hadrosaurid, druh Bonapartesaurus rionegrensis.
Druh W. salitralensis však nemusí být vědecky validní (formálně platný). Tento taxon je známý podle několika kosterních exemplářů, mezi nimi i koster juvenilních (nedospělých) jedinců. Druh W. salitralensis byl formálně popsán v roce 2010 týmem argentinských paleontologů, a to na základě fosilií, objevených na lokalitě Salitral Moreno v sedimentech souvrství Allen. Může se však jednat o fosilie několika různých hadrosauridů. Jedná se o jednoho z mála dosud známých kachnozobých dinosaurů z jižní polokoule.
V roce 2018 byla publikována odborná studie o výzkumu neuroanatomie lebky a mozkovny secernosaura. Jedná se o první podobný výzkum, provedený u jihoamerického kachnozobého dinosaura.

## Rozměry
Secernosaurus patřil mezi poměrně velké kachnozobé dinosaury, v dospělosti dosahoval délky asi 8 metrů a hmotnosti nosorožce. Podle jiných odhadů byl poněkud menší, jeho přesné rozměry ale neznáme (objevené fosilie patří juvenilnímu a dosud nedorostlému jedinci). Pokud byl ale stejně velký jako příbuzný rod Willinakaqe, pak při délce kolem 7 metrů dosahoval hmotnosti zhruba 2000 kilogramů.

## Zařazení
Secernosaurus byl pravděpodobně zástupcem podčeledi Saurolophinae a tribu Kritosaurini. Jeho nejbližším vývojovým příbuzným byl rod Willinakaqe. Společně s rodem Bonapartesaurus představovali tito hadrosauridi pravděpodobně samostatnou vývojovou skupinu hadrosauridů z území Jižní Ameriky.
V roce 2019 byla publikována studie revidující fosilní materiál čínského taxonu "Tanius laiyangensis". Výsledkem bylo zjištění, že se jedná o vědecky neplatný druh neznámého hadrosaurida, který měl blízko k vývojovému kladu kritosaurinů a jeho sesterským taxonem byl právě argentinský Secernosaurus.